# スカンダーレ
スカンダーレ（イタリア語: Scandale）は、イタリア共和国カラブリア州クロトーネ県にある、人口約3,100人の基礎自治体（コムーネ）。

## 地理

### 位置・広がり

#### 隣接コムーネ
隣接するコムーネは以下の通り。
- クトロ
- クロトーネ
- ロッカ・ディ・ネート
- サン・マウロ・マルケザート
- サンタ・セヴェリーナ